# Anomala leonfairmairei
Anomala leonfairmairei är en skalbaggsart som beskrevs av Carsten Zorn 2004. Anomala leonfairmairei ingår i släktet Anomala och familjen Rutelidae. Inga underarter finns listade i Catalogue of Life.